# Protonymphidia
Genre
Protonymphidia est un genre d'insectes lépidoptères de la famille des Riodinidae dont Protonymphidia senta est le seul représentant.

## Dénomination
Le nom Protonymphidia a été donné par Jason Piers Wilton Hall en 2000.

## Liste des espèces
Protonymphidia senta (Hewitson, 1853); présent en Amérique du Sud en Colombie et en Bolivie.

### Source
- Protonymphidia sur funet